# دستاس

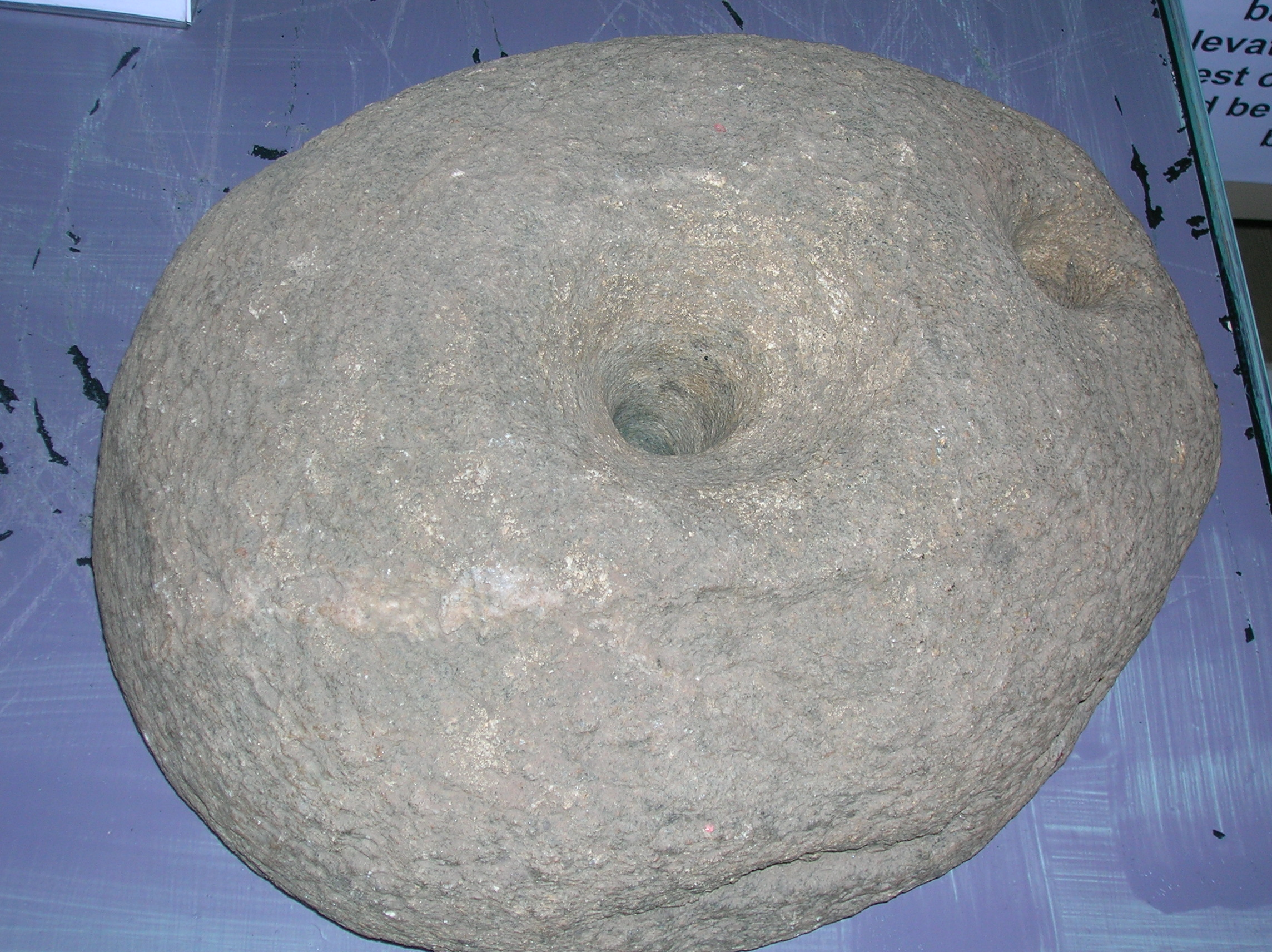
The upper stone of a Scottish hand quern from Dalgarven Mill, North Ayrshire

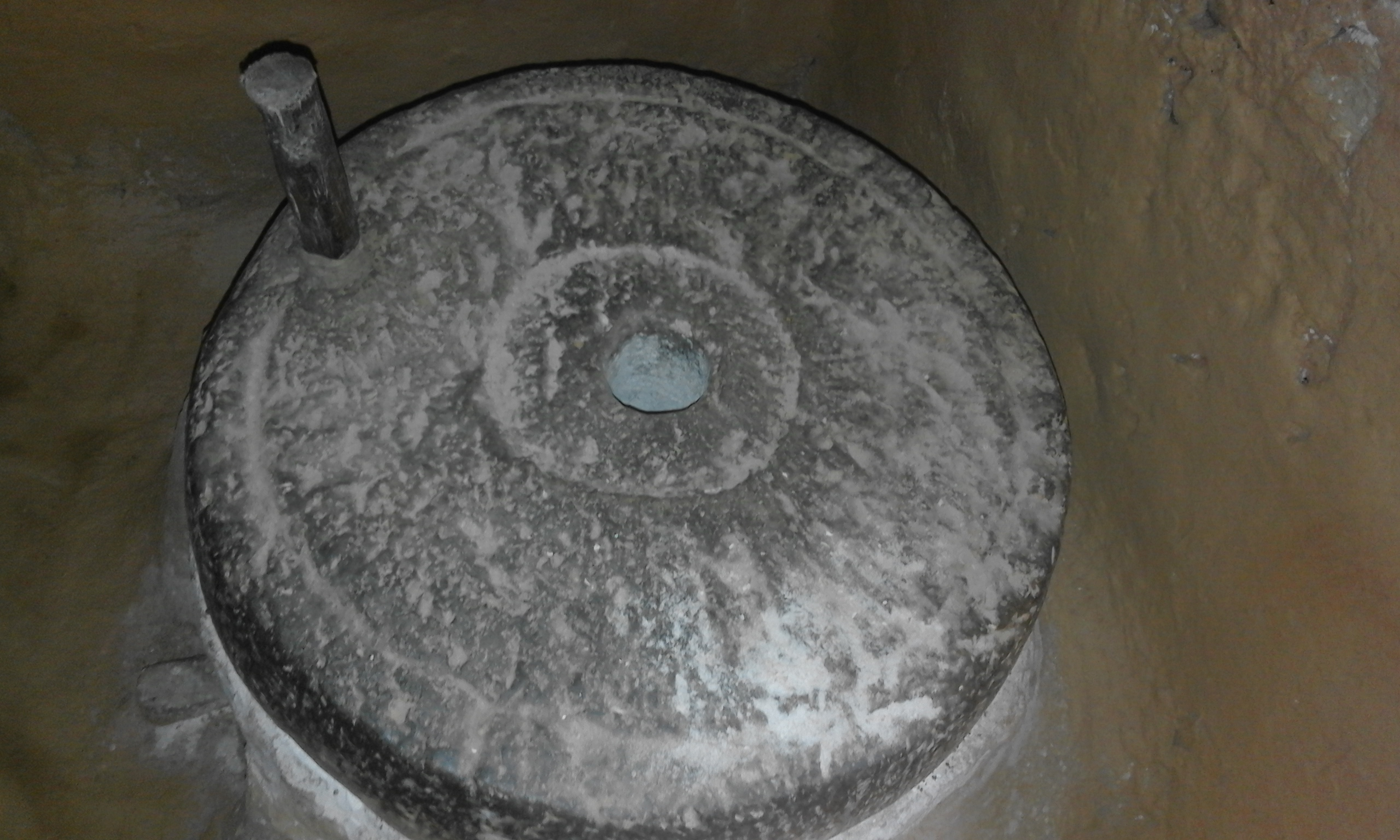
ابزاری کهن برای خرد کردن مواد در نپال

دستاس  یا دسداس  گونه ای آس دستی است که از یک سنگ گرد متحرک و یک سنگ ثابت تشکیل شده است  سنگ متحرک معمولا دایره ای و گرد است و در وسط سوراخی دارد و همچنین بر کناره آن دسته ای از چوب وصل شده است و آن را با دست می‌گردانند و برای خرد/آرد کردن مواد مختلف استفاده می‌شود. سنگ زیرین ثابت است و سنگ دیگر روی آن می گردد.

## واژه شناسی
واژه آس در زبان فارسی به معنی دستگاهی است که برای خرد کردن مواد غذایی استفاده می‌شود. دستاس به معنی آس دستی است. آسیاب آسی است که با نیروی آب به چرخش در می آید و آسباد به آس بادی گفته می‌شود.

## جستارهای همسو
- آسیاب
- آسباد

1. ↑  https://www.vajehyab.com/dehkhoda/آس